# Abel Cahen

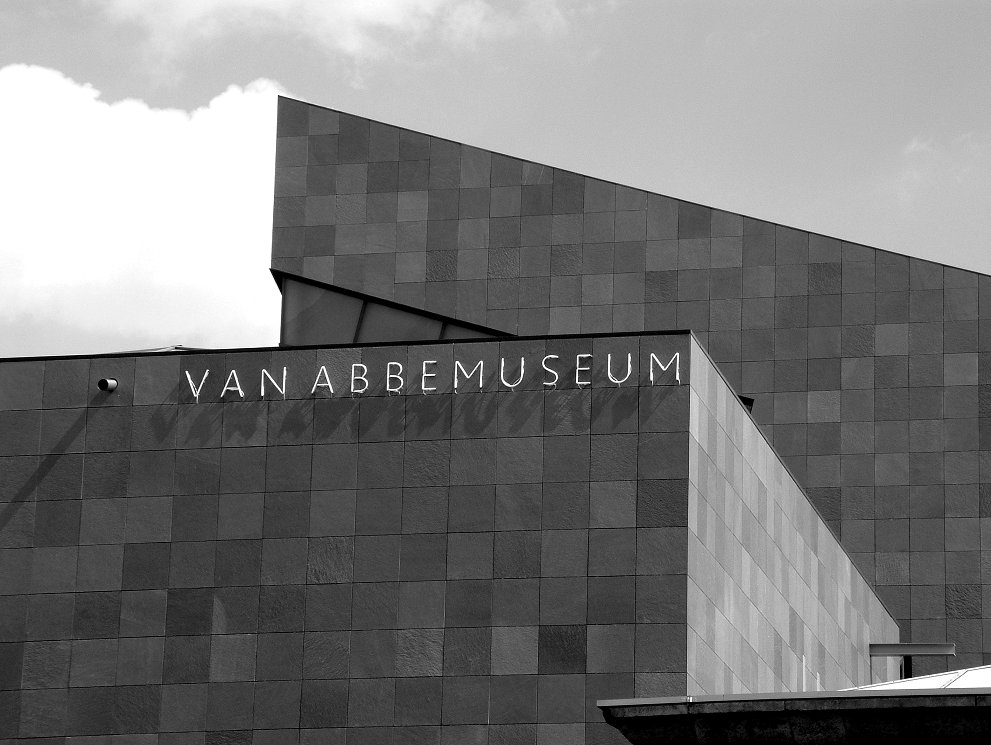
Nieuwbouw Van Abbemuseum

Abel Cahen (Geldrop, 1934) is een Nederlands architect.

## Leven en studie
Hij studeerde bouwkunde aan de Technische Universiteit te Delft. Hierna werd hij docent aan de Gerrit Rietveldacademie, het Instituut voor Architectuur te Rotterdam en het Berlage Instituut te Amsterdam. Cahen won in 1989 de Council of Europe Museumprize en in 1991 de Rietveldprijs. Het door hem ontworpen gebouw van het Rijksdienst voor het Cultureel Erfgoed, (destijds ROB) is in 1988 feestelijk in gebruik genomen onder de naam Stad van Cahen.
Het toenmalige Nederlands Architectuur Instituut (nu Het Nieuwe Instituut) heeft het archief van de architect in 2009 in haar collectie opgenomen.
Cahen is getrouwd met Sonja Barend en heeft drie dochters uit een eerder huwelijk.

## Werken (selectie)
- 1968: woonhuis aan het Singel 428, Amsterdam
- 1987: Joods Historisch Museum, Amsterdam
- 1988: Kantoorgebouw Rijksgebouw voor Oudheidkundig Bodemonderzoek, Stad van Cahen[2], Amersfoort
- 1991: Instituut voor Psychiatrische Dagbehandeling Utrecht
- 2003: uitbreiding Van Abbemuseum Eindhoven